# Eva-Lo Ighe
Eva-Lo Lotta Ighe, född 31 juli 1971, är en svensk ämbetsman.
Ighe utsågs 2020 till generaldirektör för Inspektionen för socialförsäkringen. Hon utsågs 2025 till generaldirektör för Statistiska centralbyrån, på ett sexårigt förordnande från den 1 april 2025 till den 31 mars 2031.